# Golfo de İzmit

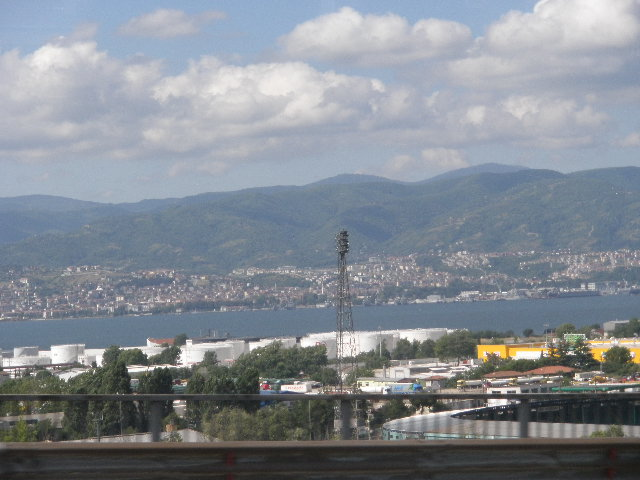
Vista de una de las riberas del golfo

El golfo o bahía de İzmit (en turco: İzmit Körfezi) es un pequeño golfo localizado en el extremo oriental del mar de Mármara, en la provincia de Kocaeli, Turquía.
El golfo toma su nombre de la ciudad de İzmit, antigua ciudad griega de Nicomedia, que contaba en 2016 con 354 464 habitantes; otras ciudades y pueblos alrededor de la bahía son  Gebze (357 743 hab.), Körfez (157 282 hab.), Gölcük (156 901 hab.) y Altınova (24 896 hab.). En la dirección este-oeste, se extiende unos 48 km, mientras que en  dirección norte-sur su ancho varía de 2 a 3 km  en los puntos más estrechos a alrededor de 10 km en su parte más ancha. El puente Osman Gazi es un puente colgante de 2682 m de vano, inaugurado en 2016, que atraviesa el golfo en su parte más estrecha, en la punta de Altınova, y que conecta las ciudades de İzmit y Gebze.
En la antigüedad se conocía primero como golfo de Astacus y más tarde como golfo de Nicomedia.